# 李唐
李 唐（り とう、生没年不詳）は、宋の画家。字は晞古。孟州河陽県の出身。

## 略歴
北宋末に徽宗に召されて画院に居た。靖康の変にて金軍に捕らえられて北方に拉致・連行された筈であったが、紹興年間末期になって北方の太行山で金軍に抵抗していたという蕭照という男に連れられて南宋の臨安に現れる。それを知った高宗は喜んで李唐を画院へ召したが、この時には80歳を過ぎていたと伝えられている。高宗は長年苦労してきたにもかかわらず衰えることの無かった画力に「唐の李思訓に比すべし」と称賛して画院の再興を委ねて多くの優れた画家を育てさせ、その中には前述の蕭照も含まれていた。
徽宗の時代に高みに達成されて靖康の変で失われたかに思われた山水画の様式を南宋に伝え、南北両宋の山水画を結びつける役割を果たした。李唐なくしては南宋院体山水画の成立は不可能であった。
代表作として、京都の高桐院に所蔵されている『山水図』（国宝）や台北の国立故宮博物院に所蔵されている『万壑松風図』がある。